# Eta Centauri
Eta Centauri (η Centauri, förkortat Eta Cen, η Cen) som är stjärnans Bayerbeteckning, är en ensam stjärna belägen i den östra delen av stjärnbilden Kentauren. Den har en skenbar magnitud på 2,35 och är synlig för blotta ögat. Baserat på parallaxmätning inom Hipparcosuppdraget på ca 10,7 mas, beräknas den befinna sig på ett avstånd på ca 306 ljusår (ca 94 parsek) från solen.

## Egenskaper
Eta Centauri är en blå till vit stjärna i huvudserien av spektralklass B1.5 Vne där ”n”-suffixet anger att spektrets absorptionslinjer breddas på grund av stjärnans snabba rotation. Den har en projicerad rotationshastighet på 330 km/s och fullbordar en full rotation på mindre än ett dygn. Den har en massa som är ca 12 gånger större än solens massa, en radie som är ca 5,3 gånger större än solens och utsänder från dess fotosfär ca 8 700 gånger mera energi än solen vid en effektiv temperatur på ca 25 700 K.
Eta Centauri är en Be-stjärna, såsom anges av spektralklassens "e"-suffix, vilket innebär att den har variabel emission i dess vätespektrallinjer. Denna emission kan modelleras av en skiva av gas som har kastats ut från stjärnan och nu följer ett nära kepleriskt omlopp runt den centrala kroppen. Slutligen är den något variabel och klassificeras som en Gamma Cassiopeiae-variabel med flera variabilitetsperioder. The International Variable Star Index listar Eta Centauri som både en Gamma Cassiopeiae-variabel och en Lambda Eridani-variabel.